# Albert Claes
Albert Louis Constant Claes (Beaminster, 11 juni 1915 - Gent, 12 september 2010) was een Belgisch advocaat en PVV-politicus.

## Levensloop
Albert Claes werd geboren in Groot-Brittannië, waarheen zijn ouders tijdens de Eerste Wereldoorlog waren gevlucht. Zijn vader Joseph Claes werkte als bediende in het goederenstadion van Stuivenberg, zijn moeder Elvire De Bon was regentes. Na de oorlog werd Joseph Claes spoorwegbeambte in Deurne en na zijn aanstelling tot stationschef verhuisde het gezin in 1925 naar Zeebrugge. 
Zijn lager onderwijs volgde Albert Claes via thuisonderwijs, middelbaar onderwijs volgde hij eerst op het katholieke Sint-Lodewijkscollege in Brugge en daarna in het rijksonderwijs, in het Koninklijk Atheneum van Brugge. Na het voltooien van zijn middelbare studies ging hij aan de Rijksuniversiteit Gent studeren, waar hij de diploma's van doctor in de rechten en licentiaat in de sociale en politieke wetenschappen en het notariaat behaalde. In Gent was hij actief in het Vlaams Rechtsgenootschap en in de periode 1937-1938 voorzitter van de Gentse afdeling van de liberale studentenbeweging LVSV en hoofdredacteur van hun ledenblad Neohumanisme.
Naar aanleiding van de uitbraak van de Tweede Wereldoorlog werd Albert Claes gemobiliseerd. Tijdens de Schemeroorlog werd hij onderofficier in de eenheid onder leiding van de Brugse majoor Georges Janssens de Bisthoven en na de Duitse inval van België in mei 1940 streed hij mee in de Achttiendaagse Veldtocht. Na de Belgische capitulatie werd Claes krijgsgevangen gemaakt, waarna hij tot het einde van dat jaar in een geïmproviseerd kamp in Neurenberg verbleef. Eind 1940 kon hij terugkeren naar Brugge en startte hij als stagiair-advocaat aan de Balie van Brugge, met de Brugse liberale voormannen Albert Thooris en Victor Sabbe als stagemeesters. Hij bleef voor de rest van zijn leven actief als advocaat en legde zich toe op civiel recht en handelsrecht. In 1952 werd hij lid van de Conferentie van de Jonge Balie, waarvan hij penningmeester en ondervoorzitter werd, en in 1955 werd hij lid van de Tuchtraad, waar hij in 1957 de secretaris van werd. Ook was hij als onbezoldigde plaatsvervangend referendaris bij de Brugse Rechtbank van Koophandel.
Claes was tevens lid van de Brugse vrijmetselaarsloge La Flandre en werd actief in de Brugse afdeling van de Liberale Partij. Hij werd door de plaatselijke partijwerking belast met de jongerenwerking en was vanaf 1945 plaatselijk voorzitter van de Liberale Jonge Wacht. In 1946 werd hij voorzitter van de provinciale afdeling van de Liberale Jonge Wacht in West-Vlaanderen en hij zetelde eveneens in het Nationaal Verbond van de Liberale Jeugd, waar hij de in 1947 opgerichte commissie voor politieke studies voorzat. Vanaf 1945 zetelde Claes eveneens in het arrondissementsbestuur van de Liberale Partij en daarna de PVV in het Brugge, waarvan hij van 1962 tot 1979 de voorzitter was. In 1974 was hij dan weer korte tijd voorzitter van de provinciale PVV-afdeling van West-Vlaanderen. 
In 1952 werd Claes voor het eerst verkozen tot gemeenteraadslid van Brugge, waar hij naast Victor Sabbe en Roger Ryckeman de derde liberale gekozene was. Bij de gemeenteraadsverkiezingen van 1958 hielden de liberalen daar nog een zetel van over en raakte Claes niet herkozen. Na het overlijden van Roger Ryckeman in 1961 kwam hij echter opnieuw in de gemeenteraad, waar hij ditmaal zou zetelen tot in 1988. Na de gemeenteraadsverkiezingen van 1976 kwam de PVV in het Brugse stadsbestuur terecht en werd Albert Claes begin 1977 schepen van Havenbeleid en Openbare Werken, een functie die hij twee legislaturen lang zou bekleden, tot eind 1988.
In mei 1965 werd Claes voor de PVV verkozen in de Kamer van volksvertegenwoordigers, als volksvertegenwoordiger voor het arrondissement Brugge. Hij bleef er zetelen tot in 1971, toen hij als gevolg van de apparentering niet herkozen raakte. Van 1974 tot 1985 zetelde Claes nogmaals in de Kamer. In de periode april 1974-oktober 1980 zetelde hij als gevolg van het toen bestaande dubbelmandaat ook in de Cultuurraad voor de Nederlandse Cultuurgemeenschap, die op 7 december 1971 werd geïnstalleerd. Vanaf 21 oktober 1980 tot oktober 1985 was hij lid van de Vlaamse Raad, de opvolger van de Cultuurraad en de voorloper van het huidige Vlaams Parlement. Claes was een actief Kamerlid die zich specialiseerde op verschillende domeinen. Hij kwam op voor beleidsthema's die nauw verbonden waren aan zijn arrondissement, zoals de visserij en in de infrastructuurwerken in de luchthaven, maar legde zich ook toe op stedenbouw en ruimtelijke ordening. Ook was hij begaan met het lot van dieren en zette hij zich in voor de aanpassing van het Burgerlijk Wetboek om een gelijkstelling te verkrijgen tussen natuurlijke en wettige kinderen. Als prominent lid van de Kamercommissie Justitie maakte hij daarnaast vaak deel uit van bijzondere Kamercommissies, zoals de commissie die in 1985 het Heizeldrama diende te onderzoeken.
In januari 1983 zegde Albert Claes zijn lidmaatschap van de PVV op, omdat hij zich weigerde neer te leggen bij de eis van het dagelijks bestuur van zijn partij om ontslag te nemen uit de Kamer. Het dagelijks bestuur had Claes, die toen schepen van Brugge was, namelijk geen uitzondering toegestaan op de partijregel dat een parlementair mandaat niet gecumuleerd mocht worden met het ambt van burgemeester of schepen in een gemeente met meer dan 30.000 inwoners, terwijl andere PVV-parlementsleden als Raoul Bonnel, Georges Sprockeels en Herman Vanderpoorten die uitzondering wel hadden gekregen. Hij werd hierin gesteund door de lokale PVV-afdeling van Brugge, waardoor het partijbestuur uiteindelijk besloot om Claes alsnog een uitzondering op de partijregels te geven en hij kon terugkeren naar de partij.
Daarnaast was hij van 1975 tot 1993 ook lid van het Havenbestuur van Zeebrugge en voorzitter van de raad van bestuur van het Gemeentekrediet van België.
De zeevaart was het belangrijkste werkveld van Albert Claes. Hij legde een uitzonderlijke collectie documentatie aan over de Belgische havens.
Daarnaast was hij actief in tal van culturele en sociale organisaties.